# لعبة مصغرة
لعبة مصغرة (بالإنجليزية: Minigame أو Mini Game، نقحرة: ميني غيم)‏ هي لعبة فيديو قصيرة غالباً ما تكون ضمن لعبة فيديو أُخرى وفي بعض الأحيان توجد ضمن بعض التطبيقات وتوجد على شكل عرض في البرمجيات. تكون اللعبة المصغرة دائماً أصغر وأكثر بساطة من العاب فيديو التي توجد ضمنها. تتوفر الألعاب المصغرة في ألعاب الفيديو بشكل مجاني وذلك لتعزيز اللعبة الرئيسيه. في لعبة بوكيمون ستاديوم (بالإنجليزية:  Pokémon stadium)‏ توجد لعبة مصغرة تنطوي على مجرد الضغط على عدد قليل من الأزرار في فترات محددة، مع القليل من التعقيد. بعض الألعاب المصغرة يمكن أن تكون على شكل مراحل سرية أو مكافأة للمرحلة. 